# Göteborgs Aftonblad
Göteborgs Aftonblad var en konservativ daglig aftontidning för Göteborg och Västsverige, utgiven 1888–1926.

## Historia

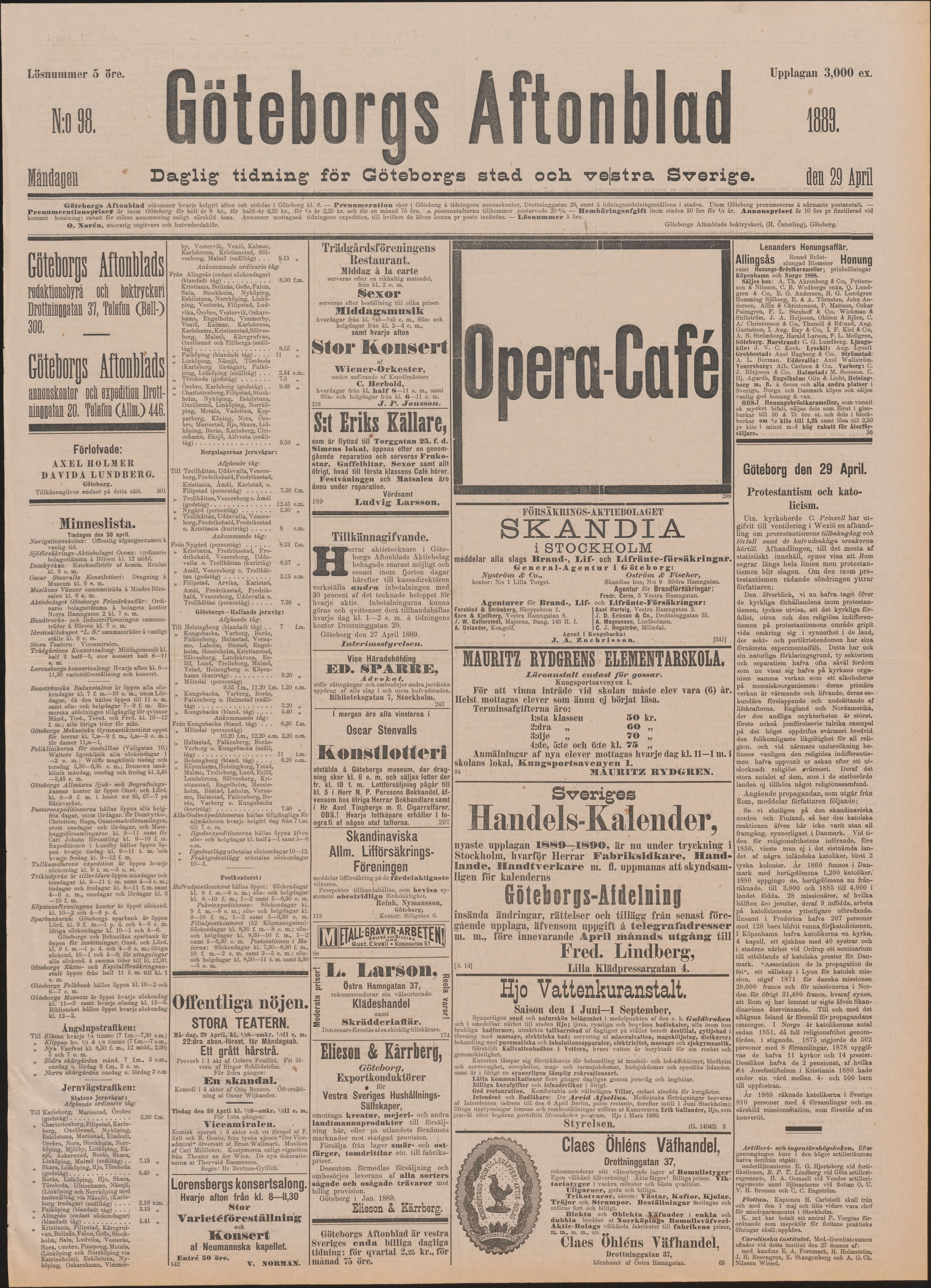
En förstasida från 1889.

Göteborgs Aftonblad grundades den 27 juli 1888 av boktryckaren Hans Österling, som uppsatte eget tryckeri för tidningen och redigerade den till 1889. Därefter övertogs både tryckeri och redaktion av Oskar Emil Norén, som erhöll utgivningsbevis den 18 mars samma år. Norén var tidningens redaktör till den 1 december 1899, och följde ett program som innebar strid mot en mängd förhållanden inom den stora handelsstaden och särskilt mot den då dominerande Göteborgs Handels- och Sjöfartstidning. Tidningens första år blev därför en stormig tid, under vilken Norén hänsynslöst angrep stadens liberala fraktion. Därigenom vann tidningens konservativa och protektionistiska åskådning fastare mark i staden, och Göteborgs Aftonblad blev ett betydande språkrör för den konservativa medelklassen. Genom populär redigering, billigare lösnummer- och annonspris samt modernare och snabbare metoder för tryckning och distribution vann tidningen en stor läsekrets. 
Sedan Norén, då nästan ensam ägare av tidningen, 1899 överlämnat den till nya ägare, blev den organ för Fosterländska förbundet och intog en tongivande ställning på den konservativa flygeln. Tidningen hette under tiden november 1918 – juni 1923 Göteborgs Dagblad, men återtog därefter sitt gamla namn. Åren 1912–1926 utgavs en halvveckoupplaga av Göteborgs Aftonblad, kallad Svenska Folkbladet-Göteborgs Aftonblads halvveckoupplaga. Såväl Göteborgs Aftonblad, huvudupplagan, som halvveckoupplagan upphörde 1926. Även 1938-1939 gavs en tidning med namnet Göteborgs Aftonblad ut. Den 18 maj 1889 utkom Göteborgs Nya Aftonblad i i endast ett nummer. Den innehöll ett svar om den anklagelser som redaktör Oscar Norén riktat mot rektor M. Rydgren, redaktör Hans Österlin och litteratör F. Lindberg.  
Huvudredaktörer var:
- Hans Österling – 27 juli 1888 – 1899
- Oskar Emil Norén – 18 mars 1899 - 1 november 1899
- Julius Sellman – 4 december 1899-1 december 1901
- Vilhelm Lundström – 16 december 1901-1 oktober 1906
- Magnus Myrström – 1 oktober 1906-1 april 1912)
- Gösta Sjöberg – 1 april 1912-11 oktober 1918
- Arne Forssell – 1 november 1918-30 juni 1921
- Erik Timelin – 1921-1922
- Carl August Nordin – 1 oktober 1923-1926